# Michea Godano
Marco Bruno (16 de junio de 2001) es un deportista italiano que compite en tiro con arco, en la modalidad de arco compuesto.
Ganó una medalla de oro en el Campeonato Europeo de Tiro con Arco al Aire Libre de 2024 y dos medallas en el Campeonato Europeo de Tiro con Arco en Sala, bronce en 2024 y oro en 2025.

## Palmarés internacional
| Campeonato Europeo al Aire Libre | Campeonato Europeo al Aire Libre | Campeonato Europeo al Aire Libre | Campeonato Europeo al Aire Libre |
| Año                              | Lugar                            | Medalla                          | Prueba                           |
| -------------------------------- | -------------------------------- | -------------------------------- | -------------------------------- |
| 2024                             | Essen (Alemania)                 | Medalla de oro                   | Equipo                           |
| Campeonato Europeo en Sala       |                                  |                                  |                                  |
| Año                              | Lugar                            | Medalla                          | Prueba                           |
| 2024                             | Varaždin (Croacia)               | Medalla de bronce                | Equipo                           |
| 2025                             | Samsun (Turquía)                 | Medalla de oro                   | Equipo                           |